# Helene Lieser

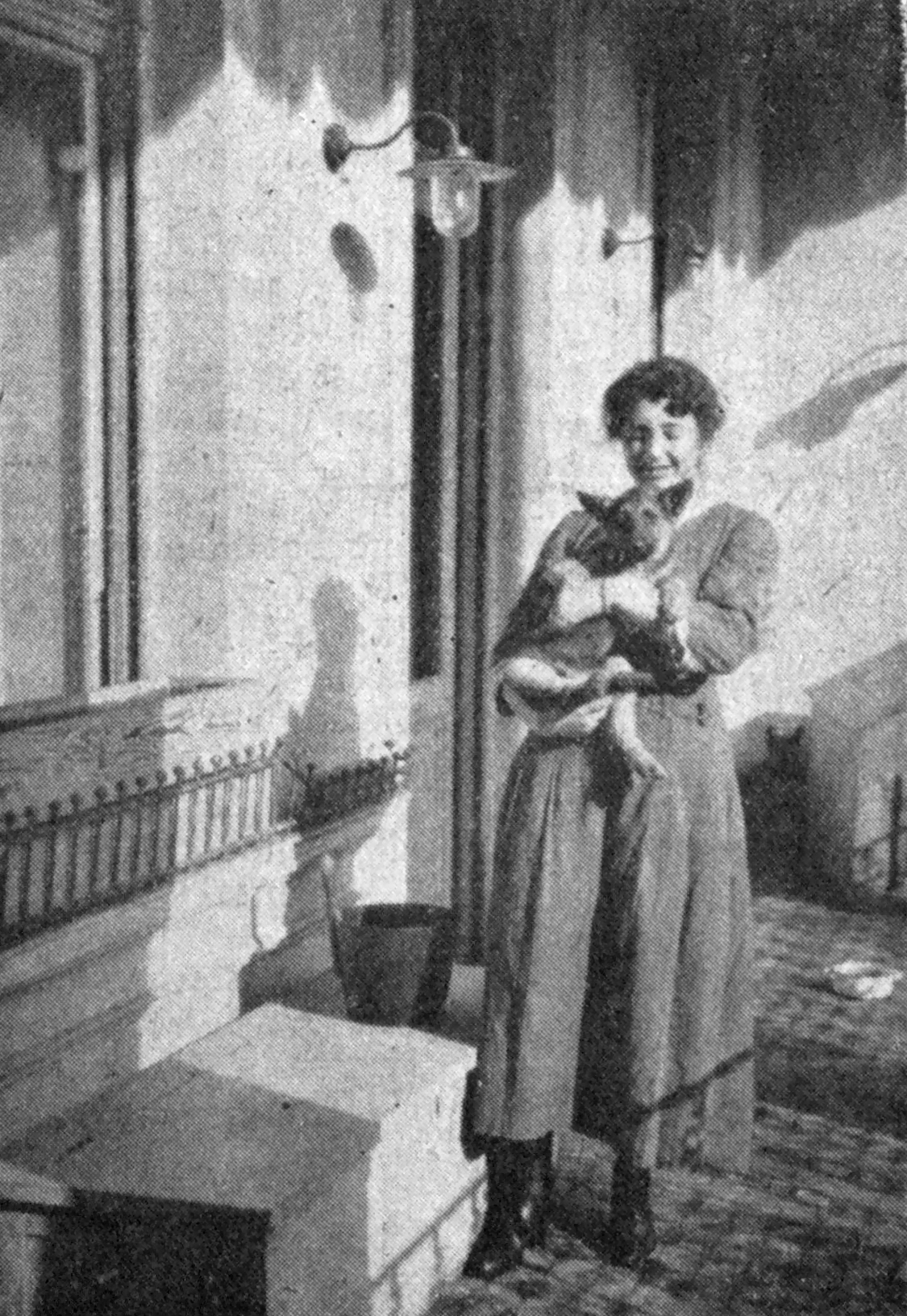
Helene Lieser (ca. 1920)

Helene Lieser, später auch Berger, (geboren am 16. Dezember 1898 in Wien, Österreich-Ungarn; gestorben am 20. September 1962 ebenda) war eine österreichische Staatswissenschaftlerin und Nationalökonomin.

## Leben
Helene Lieser wurde als Tochter der wohlhabenden Wiener Textilindustriellen Justus Lieser (1864–1927) und Henriette Amalie Lieser, geb. Landau (1875–1943) geboren. Ihre Schwester Anna Lieser (verh. Becker, 1901–1972) war eine Tänzerin und Schülerin von Grete Wiesenthal. Zudem hatte sie einen Bruder Max. 1916 maturierte sie am Mädchen Obergymnasium Rahlgasse mit Auszeichnung. Danach begann sie zunächst Philosophie zu studieren und wechselte 1919 an die Rechts- und Staatswissenschaftliche Fakultät. Am 26. Juni 1920 promovierte sie dort als erste Frau bei Othmar Spann und Ludwig von Mises zum Thema „Die währungspolitische Literatur der österreichischen Bankozettelperiode“. Später arbeitete sie beim „Verband österreichischer Banken und Bankiers“ und war Mitglied der „Nationalökonomischen Gesellschaft“.
Sie trat 1921 aus der Israelitischen Kultusgemeinde aus. Dennoch musste sie 1938 emigrieren. Durch eine Scheinehe erhielt sie den Namen Berger und wurde jugoslawische Staatsbürgerin. Helene Lieser gelang es, nach Genf zu fliehen, wo sie bis 1940 mit Ludwig von Mises am Institut Universitaire des Hautes Études Internationales zusammenarbeitete.
Ihre Mutter und ihr Onkel wurden in Konzentrationslagern ermordet.
In der Schweiz arbeitete sie für den sowjetischen und später für den britischen Geheimdienst und engagierte sich für Personen, die von den Nationalsozialisten verfolgt wurden. Nach dem Zweiten Weltkrieg ging sie nach Paris. Sie war bei internationalen Organisationen wie der United Nations Educational, Scientific and Cultural Organization (UNESCO), der Organisation for Economic Co-operation and Development (OEEC) und International Economic Association tätig.
Helene Lieser starb kurz nach ihrer Pensionierung 1962 in Wien. Sie wurde unter dem Namen „Helene Berger“ im Urnenhain der Feuerhalle Simmering in Wien beigesetzt (Abteilung ML, Gruppe 166, Nummer 7).

## Gedenken
Nach Helene Lieser wurde der Helene-Lieser-Platz in Atzgersdorf in Wien-Liesing benannt.